# Devamachahalli Narayanapura, Bangalore South
Devamachahalli Narayanapura là một làng thuộc tehsil Bangalore South, huyện Bangalore Urban, bang Karnataka, Ấn Độ.